# 馬謝維奇
51°14′8″N 27°13′23″E / 51.23556°N 27.22306°E
馬謝維奇（烏克蘭語：Масевичі），是烏克蘭西北部的村莊，隸屬里夫內州的薩爾內區。該村始建於1503年，面積73.3平方公里，海拔高度183米，2001年人口2,487，人口密度每平方公里33.9人。